# 手性 (腹足綱)

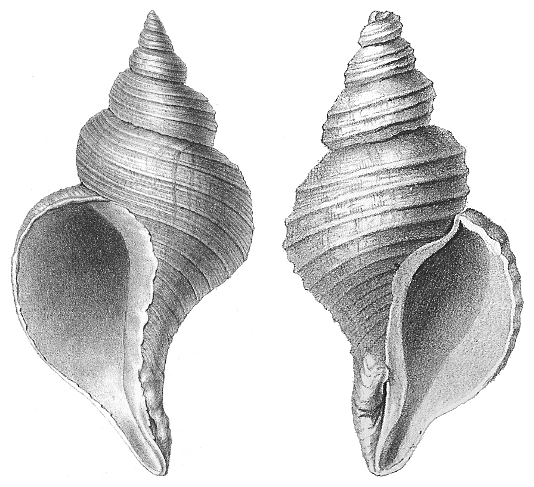
两种不同的海螺：左边的是通常为左旋的棱峨螺（已灭绝），而右手边的是通常为右旋的田畦峨螺

手性，或作旋性，在腹足綱軟體動物當中指其螺殼的旋向。由于螺旋状的壳体是非对称性的，因此螺壳具有一个旋向的特征。分辨左右旋的方法，一般以殼尖朝上、螺孔朝向觀察者的臉。此时螺孔在轴线右边的，则是右旋的，反之则为左旋。腹足纲动物的旋性在胚胎早期的卵裂阶段就已经出现，该性状与NODAL基因有关。
目前为止一发现的螺壳中，有超过90%都符合右旋则的，只有少数种或属中的螺壳是左旋的。而两种情况都有的物种，如雙旋蝸牛属，就更为罕见了。而对于通常只有一种旋转方向的物种，在偶然的情况下也会出现旋转方向相反的个体，例如右旋物种中，出现了左旋的个体。贝壳收藏家对这种奇特的壳体是趋之若鹜的。